# Hypochilus kastoni
Hypochilus kastoni  (лат.) — вид абажуровых пауков рода Hypochilus из семейства Hypochilidae. Северная Америка: США (Калифорния).

## Описание
Среднего размера пауки, длина самцов до 7,45 мм (самки немного крупнее — до 7,92 мм). Бедро первой пары ног менее, чем в 3 раз длиннее головогруди. Основная окраска желтоватая с серовато-белым узором (головогрудь, ноги и хелицеры бледно-жёлтые). Сходен с Hypochilus pococki, отличаясь деталями строения пальп и гениталий.
Вид Hypochilus kastoni был впервые описан в 1987 году американским арахнологом Норманом Платником (Norman I. Platnick; р.1951; Американский музей естественной истории, Манхэттен, Нью-Йорк, США). Таксон Hypochilus kastoni включён в род Hypochilus. Видовое название H. kastoni дано в честь арахнолога Бенджамина Кастона (Dr. Benjamin Julian Kaston).